# Richard Caborn
Richard George Caborn (né le 6 octobre 1943) est un homme politique britannique qui est ministre des Sports de 2001 à 2007, puis ambassadeur du Premier ministre pour la candidature de l'Angleterre à l'organisation de la Coupe du monde de football 2018. Auparavant, il est ministre subalterne au ministère de l'Environnement, des Transports et des Régions et au ministère du Commerce et de l'Industrie. Membre du Parti travailliste, il est député de Sheffield Central de 1983 à 2010.

## Jeunesse
Richard Caborn est né à Sheffield et fait ses études à l'école secondaire de Hurlfield (aujourd'hui Académie Sheffield Ressorts) sur East Bank Road, à Sheffield; Granville College of Higher Education (maintenant Castle College, qui fait partie du Sheffield College); et Sheffield Polytechnic (aujourd'hui Sheffield Hallam University), où il obtient son diplôme d'ingénieur. Il entreprend un apprentissage en 1959 et devient responsable des délégués syndicaux chez Firth Brown en 1967 où il travaille comme ajusteur. Il est élu vice-président du Sheffield Trades Council entre 1968 et 1979. Il est gouverneur de la BBC pendant trois ans en 1975. Il est membre du Parti coopératif et d'Amicus (anciennement AEEU).

## Carrière parlementaire
En 1979, il est élu membre du Parlement européen pour Sheffield, où il reste jusqu'en 1984. Il se présente pour le nouveau siège parlementaire de Sheffield Central aux élections générales de 1983, à la suite du départ du député travailliste de Sheffield Park Fred Mulley, et est élu assez facilement avec une majorité de 16790 voix. Il reste en poste jusqu'en 2010.
Caborn rejoint le frontbench sous Neil Kinnock en 1988 quand il est nommé porte-parole de l'opposition sur le commerce et l'industrie, puis porte-parole des affaires régionales en 1990. Après les élections générales de 1992, il est président du comité spécial du commerce et de l'industrie où il siège jusqu'en 1995, date à laquelle il devient porte-parole de l'opposition au département du Lord Chancelier. À la suite du retour au pouvoir de Labour aux élections générales de 1997, il entre au gouvernement de Tony Blair comme ministre d'État au ministère de l'Environnement, des Transports et des Régions, poste dans lequel il participe étroitement à la création des agences de développement régional anglaises. Il est également un fervent partisan du gouvernement régional anglais, mais après les réponses négatives des référendums dans le nord de l'Angleterre en 2004, le gouvernement l'abandonne. Il occupe ensuite le même poste au ministère du Commerce et de l'Industrie en 1999. Il devient membre du Conseil privé en 1999 et, de l'élection générale de 2001 à 2007, il est ministre des Sports. 
Caborn est considéré comme un allié proche de John Prescott, menant ses campagnes pour la direction adjointe du Parti travailliste en 1992 (tout en soutenant Bryan Gould pour le poste de chef). Il dirige également la campagne de Prescott pour le poste d'adjoint et de chef en 1994. Il est un ancien Bennite, et est très actif sur les questions de l'Afrique du Sud, étant pro Mandela et anti-apartheid ; il anime des concerts pour soutenir le Congrès national africain. Il est un soutien actif d'Arthur Scargill lors de la grève des mineurs de 1984-1985.
En mars 2003, Caborn soutient Tony Blair en votant pour la controversée Guerre d'Irak. Le 30 décembre 2005, Caborn annonce publiquement son soutien aux salaires plafonnés dans le football britannique.
Le 28 juin 2007, il quitte ses fonctions de ministre des Sports pour devenir l'ambassadeur du Premier ministre pour la candidature britannique à la Coupe du monde de football 2018 . Dans ce poste, il intervient auprès de la FIFA, supervise la nomination de l'équipe senior de la candidature et assure la liaison entre les ministres et la Fédération de football .
Caborn annonce le 13 septembre 2007 qu'il se retirerait aux Élections générales britanniques de 2010 .
Caborn est administrateur de Nuclear Management Partners, qui gère le complexe nucléaire de Sellafield, consultant d'AMEC, une entreprise de construction de l'industrie nucléaire, et également consultant de la Fitness Industry Association.
En mars 2010, Caborn est accusé dans le Sunday Times d'avoir accepté de l'argent pour déposer des amendements, l'impliquant dans l'affaire "Lobbygate". Le 9 décembre 2010, Stephen Byers, Geoff Hoon et lui-même sont exclus du Parlement. Le Comité des normes et des privilèges le suspend pour six mois tandis que Byers est suspendu deux ans et Hoon cinq ans .

## Vie privée
Il est marié à Margaret Hayes depuis le 21 mai 1966 et ils ont un fils et une fille. Il aime le golf et il est un fervent supporter du club de football de Sheffield United.